# Hallberg-Rassy 35 Rasmus

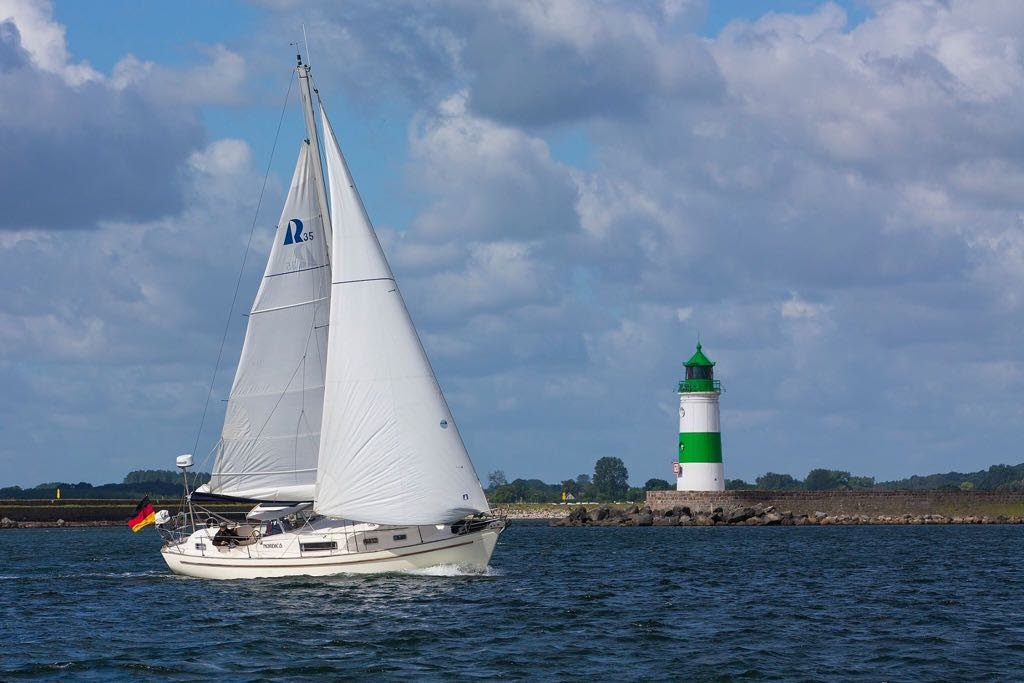
Hallberg-Rassy 35 Rasmus unter Segeln

Die Hallberg-Rassy 35 Rasmus oder Rasmus 35 ist eine Hochsee-Segelyacht, die von der schwedischen Bootswerft Hallberg-Rassy produziert wurde. Die Bezeichnung „Rasmus“ bezieht sich dabei auf den Gott des Windes.

## Geschichte und Konstruktion
Die Rasmus 35 wurde 1966 vom weltweit bekannten Schiffskonstrukteur Olle Enderlein gezeichnet. Die ersten zwei Yachten besaßen einen Rumpf aus Mahagoni, ab 1969 wurde glasfaserverstärkter Kunststoff verwendet. 
Im Zeitraum von 1967 bis 1978 wurden 760 Schiffe dieses Typs gebaut. Als Rigg war sowohl eine Slup- als auch eine Ketsch-Takelung möglich.
Kennzeichnende Merkmale der Rasmus sind das durch eine Windschutzscheibe geschützte Mittelcockpit, eine starke Motorisierung und eine Achterkajüte. Diese Merkmale sind bis heute bei vielen Hallberg-Rassy-Yachten vorzufinden. 
Von der Rasmus 35 gab es auch einen deutschen Lizenzbau mit dem Namen NAB 35.

## Technische Daten

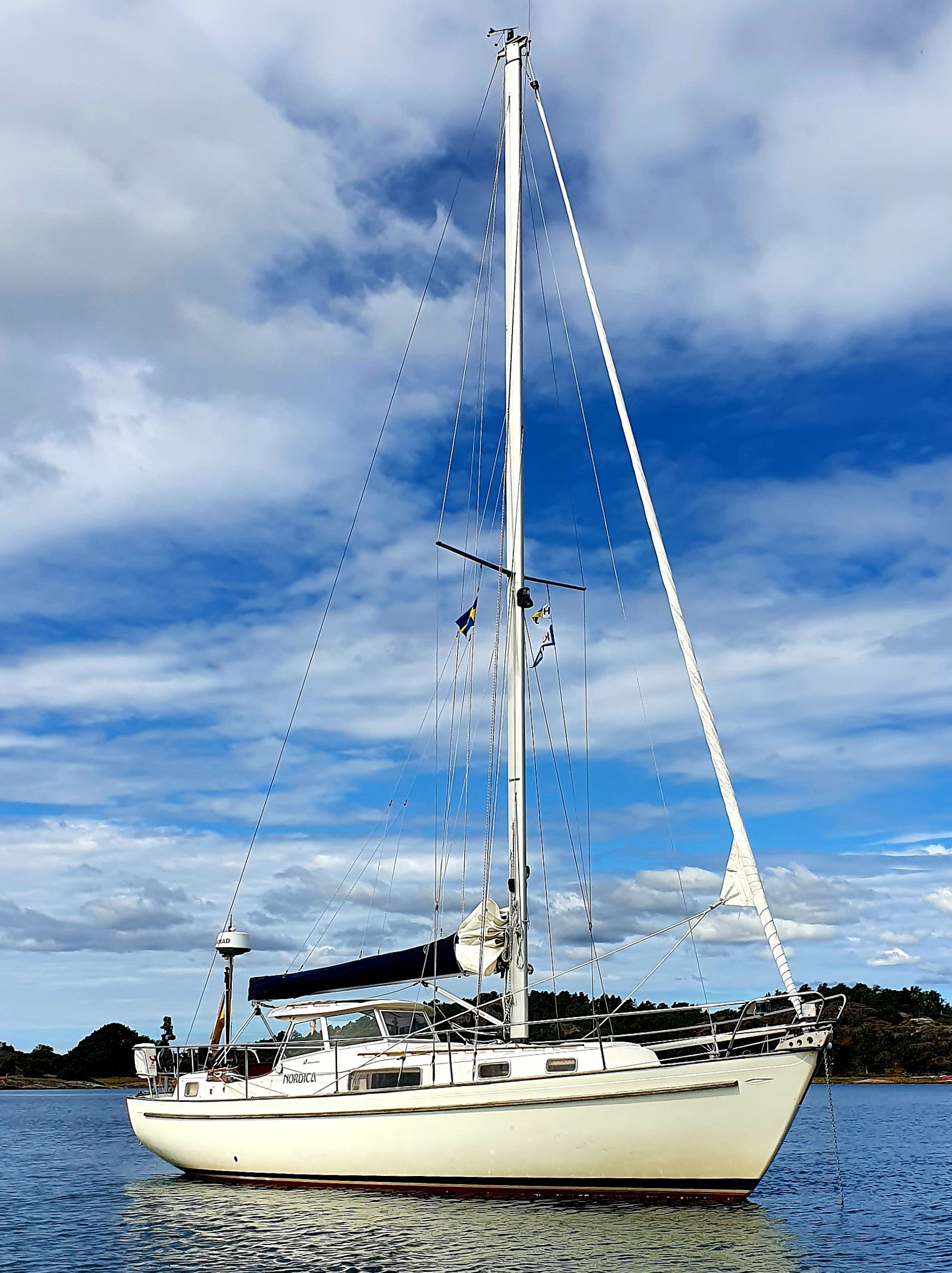
Hallberg-Rassy 35 Rasmus vor Anker

| Kenngröße                         | Hallberg-Rassy 35                      |
| --------------------------------- | -------------------------------------- |
| Länge                             | 10,50 m                                |
| Breite                            | 3,05 m                                 |
| Tiefgang                          | 1,30 m                                 |
| Verdrängung                       | 5500 kg                                |
| Gewicht Kiel                      | 2500 kg                                |
| Segelfläche mit Fock              | 45 m²                                  |
| Segelfläche mit Genua             | 53 m²                                  |
| Motor                             | Volvo Penta MD21: Vier Zylinder, 45 PS |
| Höchstgeschwindigkeit (mit Motor) | 7,1 Knoten                             |
| Dieseltank                        | 240 Liter                              |
| Wassertank                        | 220 Liter                              |
| CE-Kategorie                      | A (unbegrenzte Ozeanfahrt)             |